# Ultima IX
Ultima IX: Ascension (1999) es la novena y última parte de la serie de juegos de rol por ordenador Ultima.
Después de la fuga de Pagan, el Avatar es transportado de regreso a Britannia para la batalla final con el Guardián, que la está destruyendo física y moralmente. El Avatar deberá restaurar las Runas de la Virtud, liberar los templos de la sucia influencia del Guardián y devolver a la gente al camino de las Virtudes, sabiendo ya que nunca será capaz de volver a la tierra.

## Desarrollo de la historia y controversia
En el momento en que se lanzó el Ultima IX en noviembre de 1999, habían pasado cinco años desde el lanzamiento del Ultima VIII. Ultima IX fue objeto de un gran debate entre los fanes de la serie durante los años precedentes a su eventual lanzamiento.
Las primeras noticias reales del Ultima IX aparecieron en un archivo de texto incluido con el parche final (v2.12) del Ultima VIII. En este archivo famoso "fans.txt", el creador del Ultima Richard Garriott escribió que el Ultima IX estaría basada enormemente en las sugerencias de los usuarios y que esta realimentación daría como resultado un "giro dramático" para convertirse en un "clásico Britannian Ultima". En una entrevista para Dragon*Con en 1995, Garriott empezó a revelar más detalles de Ultima IX. Se desvelaron más detalles sobre el juego en un lanzamiento previo en un número de 1996 de PC Gamer, incluyendo pantallazos del nuevo motor de juego, que se reveló que era un motor completamente 3D con la cámara en un ángulo fijo, pero con la posibilidad de hacer zoom y rotar. Las imágenes de la cinemática prerrenderizada también empezaron a aparecer, así como detalles relacionados con la historia.
Con el inesperado éxito de Ultima Online, Origin movió a gran parte del equipo de Ultima IX a trabajar en UO. En el momento que se terminó el trabajo de Ultima IX a finales de 1997 o principios de 1998, muchos de los miembros del equipo original habían dejado Origin y el revolucionario motor 3D estaba pasado de moda. Las tarjetas gráficas aceleradoras de 3D que habían estado en el mercado durante un par de años, pero fue la 3Dfx de Voodoo Graphics la que introdujo un nivel completamente nuevo de rendimiento en gráficos 3D. Ultima IX tenía un motor de juego técnicamente impresionante, pero estaba completamente renderizado por software y no podría competir con los nuevos motores que aprovechaban las ventajas de los nuevos aceleradores 3D hardware.
Ha habido al menos cuatro versiones distintas en el desarrollo del Ultima IX, que han diferido en los elementos de la historia y en la implementación tecnológica.

### Versión Uno: 1990-1994
La primera versión de Ultima IX: Ascension fue concebida por Garriott durante su planificación inicial para la tercera trilogía de Ultima ya que el Origen empezó a trabajar en Ultima VII. Al contrario que los anteriores juegos de Ultima, Garriott planeó una historia básica y los elementos argumentales de Ultima VII, Ultima VIII y Ultima IX al principio. Los planes para Ultima IX fueron imprecisos y superficiales en ese momento, pero Garriott había declarado que quería crear un villano que estaría alrededor durante un largo tiempo. Habló de la Puerta Negra con una cubierta negra pura, Pagan con una cubierta roja y Ascension con una cubierta azul cielo. Antes que Serpent Isle estuviera en producción, el final original de Ultima VII fue conducirlo directo hacia Ultima VIII, presumiblemente el villano Guardián habría atrapado el Avatar y lo lanzó a la Puerta Negra justo antes de que explotara, en vez de dejar a Avatar atrapado en Britannia. El concepto original para la tercera trilogía de Ultima parecía haber enfocado en el conflicto de Avatar con el Guardián enigmático, cada partida tiene lugar en un mundo diferente: Ultima VII en Britannia, Ultima VIII en el mundo conquistado de Pagan y Ultima IX en la propia patria del Guardián. La rojiza, rocosa, baldía tierra a la que el Avatar llega al final del juego de Ultima VIII no se pretendía que fuera originalmente Britannia. La guía oficial de Ultima VIII, Pentalogy dice que en el final cinemático , el Avatar ha llegado a la casa del Guardián. Uno de los mayores puntos del argumento de Ultima VIII es que el Avatar necesita adquirir los poderes necesarios para enfrentarse al Guardián en su propio mundo.
El ya mencionado "fans.txt" distribuido con el parche para Ultima VIII sugiere que Ultima IX volvería a un sistema de mapas de escala dual (a escala de pueblo y a escala de viaje exterior). También dice que muchas de las nuevas características de diseño para Ultima IX fueron probadas en el motor de Ultima VIII, que les proporcionó muchas mejoras del juego que recolectaron y lanzaron en el parche v2.12, un año después de que fuera lanzado originalmente Ultima VIII.

### Versión Dos: 1995-1997
Cuando el parche 2.12 para Ultima VIII fue lanzado en 1994, estuvo claro que las sugerencias que Origin Systems había recibido habían alterado dramáticamente sus planes para Ultima IX y habían causado reconsiderar la dirección que estaba tomando. En el "fans.txt", se dijo que "El diseño de Ultima IX (que sigue su curso) se basa enormemente en estas sugerencias y ha resultado en un giro dramático hacia el juego de rol clásico. Incluso mejor, ha dado como resultado un clásico Ultima de Britannia."
En este momento, el juego Ultima IX habría sido reubicado en Britannia y se habría escrito una nueva historia para incorporar este cambio, así como los cambios resultantes de un giro "de vuelta al clásico juego de rol" y alejándose de la dirección que Ultima VIII había apuntado. Esta historia habría sido conocida como el argumento "Bob White" y que es comúnmente llamada el "argumento original" incluso aunque casi no fuera el argumento original para el juego.
A finales de 1995 o principios de 1996, los primeros pantallazos de Ultima IX empezaban a mostrarse en las revistas de juegos y Origin Systems estaba empezando a revelar alguna información sobre el argumento y aspectos de la forma de juego. Estas informaciones previas del juego demostraron el motor de renderización software 3D que ahora tenía Ultima IX. La cámara parecía bloqueada en una vista cenital que aproximaba el punto de vista isométrico de Ultima VIII, pero que se podía rotar sobre su eje vertical y hacer zoom. Las imágenes de la cinemática pre-renderizada también empezaron a aparecer en este momento. Algunas de estas imágenes mostraban al Avatar en un horizonte rocoso y estéril con un cielo rojo y fue en este momento en que se dijo por primera vez que el Avatar realmente había llegado a Britannia al final de Ultima VIII y que el Guardián había ahora conquistado este mundo.
El éxito anticipado de la pre-alfa de Ultima Online' y la beta cogieron al Origen y a EA desprevenidos y se decidió que la mejor decisión de negocio sería terminar Ultima Online tan rápido como fuera posible.
Así, casi todo el equipo de Ultima IX fue movido para trabajar en Ultima Online a finales de 1996 y el progreso de Ultima IX fue esencialmente parado. En el momento en que se lanzó Ultima Online casi un año después, los intereses corporativos de Ultima IX eran bajos. Los aceleradores 3D dedicados habían sacudido el mercado enormemente durante el año que Ultima IX estaba parado y parecía extremadamente pasado de moda, el motor de renderización software apenas podía a pedales sacar una tasa de frames aceptable. El programador Mike McShaffry se llevó el código a casa y experimentó a reemplazar parte del código de renderización software con llamadas al API de 3DFX Glide. Siguiendo la historia, cuando demostró que el prototipo a la dirección de Origin, se reactivo el interés en Ultima IX y el proyecto empezó a despegar. Sin embargo, varios miembros del anterior Ultima IX habían dejado Origin y se reclutó a nuevos miembros para reemplazarlos.
Una vez que Ultima IX había finalizado la producción a finales de 1997, Origin despidió a Ed Del Castillo, que había producido éxitos como Command & Conquer como productor del título.

### Versión Tres: 1997-1998
El equipo de Ultima IX experimentó con diferentes ángulos de cámara en el ahora motor 3D de aceleración hardware y había decidido que utilizar visión en tercera persona con una perspectiva sobre el hombro, similar a la utilizada en Tomb Raider o el venidero Legend of Zelda: The Ocarina of Time para Nintendo 64, hizo que fuera una experiencia más inmersiva. Como dijo Richard Garriott, ahora era posible por primera vez realmente ver el cielo de Britannia.
Las noticias sobre el desarrollo del juego empezaron a aparecer mucho más rápido a principios de 1998. Los pantallazos de la nueva perspectiva de la cámara recibieron resultados contradictorios de los fanes de toda la vida de Ultima.
Durante los siguientes meses, se filtraron nuevos cambios. El juego no tendría nunca más un grupo de compañeros para el Avatar y una vez más sería un juego de un único personaje. La suma de arte y voz grabando el trabajo requerido significaba que no habría una opción de Avatar femenino. Las nuevas previas del juego empezaron a aparecer en las revistas de juegos a lo largo de 1998 y mostraron un juego dramáticamente diferente de lo mostrado en 1996. No sólo era tecnológicamente diferente, sino que la historia también había cambiado. Muchos aspectos de la historia de la Versión Dos seguían pareciendo estar presentes, pero la Britannia de la Versión Tres parecía ser un mundo mucho más firmemente atrapado bajo las garras del Guardián. Lord British parecía ser esencialmente un prisionero en su propio castillo y Asylum (Buccaner's Den) era la única ciudad libre del control del Guardián. El jugador controlaría al Avatar durante gran parte del juego, pero algunas partes del juego le pondrían bajo el control de Lord British, Shamino o la pirata Raven.
Los conflictos entre los diseñadores del juego y el productor estaban aparentemente escalándo. En mayo de 1998, Dan Rubenfield y Marshall Andrews, dos de los diseñadores de Ultima IX dejaron Origin. Fue un secreto mal guardado que los conflictos con Del Castillo fueron la causa primaria para su salida. Un mes después, el diseñador jefe Bob White también dejó Origin. A mediados de 1998, Del Castillo renunció debido a "diferencias filosóficas", Richard Garriott tomó un papel más activo en la producción del juego y Seth Mendelsohn se convirtió en diseñador jefe del equipo. 
Ultima IX ya había estado en desarrollo durante un largo tiempo y Origin había estado publicitando que el juego sería lanzado a finales de 1998. Pero los conflictos considerando el diseño del juego y la salida de los principales diseñadores del juego dejaron al juego en un estado grave.

### Versión Cuatro: 1998-1999
Esta es la versión del juego que fue realmente lanzada al público. Después de la marcha de Ed Del Castillo del equipo de Ultima IX, Richard Garriott y Seth Mendelsohn reescribieron la historia entera. La historia se centraría ahora en la visita final del Avatar a Britannia y la reacción de la gente de Britannia a estas noticias. Algunos elementos de la historia previa se mantuvieron, presumiblemente para hacer uso de la cinemática prerrenderizada existente (y cara), pero muchos de ellos fueron pesadamente editados o utilizados en un contexto dramáticamente diferente del originalmente pretendido, y algunas veces ambas cosas.

### Controversia
El lanzamiento del juego fue inicialmente complicado por un bug inicial, con requisitos de hardware muy avanzados para el momento, el equipo de diseño había objetado enormemente sobre el tiempo del lanzamiento, pero la dirección de Electronic Arts lo forzó.
Unos cuantos meses después, se lanzó una versión corregida, una posterior corrección extraoficial fue lanzada en Internet un poco después por un miembro anónimo del equipo. 
El mundo fue renderizado de una manera detallada y fluida. Todavía, con las restricciones tecnológicas, Britannia era mucho menor en el área completa que en los juegos anteriores. Por ejemplo, Britain, la ciudad más grande de Britannia, consistía en sólo unos pocos edificios. Una de las principales críticas de Ultima IX fue que la historia no hacía justicia a la continuidad de las primeras partes de la serie.
Muchos fanes la creían inacabada y no tan pulida como los últimos Últimas. Es notable que el argumento fue cambiado durante el desarrollo.
Un resumen del argumento original (frecuentemente llamado "argumento de Bob White", inspirado en el diseñador jefe en ese momento) fue después lanzado en Internet.
Una diferencia principal de los anteriores Ultimas es que en el Ultima IX el jugador tiene menos control del camino que toma en el juego. De hecho, muchas zonas de Britannia están bloqueadas hasta que se completan tareas específicas, reduciendo la cantidad de exploración inicial disponible para el jugador.
El juego tampoco enlaza con el anterior Ultima tal como esperaban los fanes. El juego se dijo que sería hecho para atraer a un público más general con poco o ningún conocimiento de los anteriores Últimas, así que muchos hechos y eventos de los primeros juegos no se consideraron, mientras otros son alterados para encajar el argumento del Ultima IX. Algunos fanes han encontrado un considerable número de errores en el juego.
Debido a esto, muchos fanes de Ultima consideran el juego como no-canónico, yendo tan lejos como para ignorar completamente que el juego ya ha ocurrido y hacer reemplazamientos.
Otra molestia para algunos fanes del Ultima fue el hecho de que al Avatar se le dio una voz audible. A través de la historia de la serie, la interacción con NPCs fue dotada a través de palabras lanzadas que el jugador tecleaba o seleccionaba de un menú para obtener la reacción. Incluso aunque fuera un paso técnicamente hacia delante, el antiguo interfaz era una parte importante de los juegos antiguos y su supresión fue tomada justo como otro paso más alejado de lo que había sido el Ultima. Debería notarse, sin embargo, que la opción de tener voz sobre los diálogos del Avatar es independientemente configurable de la opción de tener órdenes de voz para los diálogos con los NPCs. Como los juegos se volvían más cinemáticos con mundos completamente 3D, los diálogos completos se convirtieron en una parte del paquete.

## Argumento
Desde el lanzamiento final del Ultima IX en diciembre de 1999, ha habido mucha especulación sobre lo que ocurrió en los cinco años desde el lanzamiento original del Ultima VIII. Origin Systems había lanzado varios tantalizantes videoclips en estos años, primero en el Ultima Collection CD e intermitentemente entremedias. Estos pantallazos y videos apuntaron a un argumento totalmente diferente de la versión lanzada, que muchos fanes antiguos de la saga de Ultima estaban de acuerdo que eran insatisfactorio y sin provecho.
La respuesta definitiva se dio el 9 de diciembre de 1999, cuando una sinopsis del guion original fue publicada den el foro de discusión de Ultima Horizons y rápidamente se extendió a través de la comunidad de fanes. La sinopsis fue escrita por Bob White y lanzada con su permiso. White trabajó directamente con Garriott, John Watson y Brian Martin en el desarrollo de la historia del juego original antes de dejar Origin.
Los resúmenes del argumento oficial y el argumento original filtrado se muestran debajo. La premisa detrás de ambos argumentos es esencialmente la misma, pero el argumento original tenía una mayor complejidad y más profundidad. Algunos de los remakes de los fanes han intentado recrear el argumento original a partir de la información que se publicó.

### El argumento oficial
El juego empieza justo después del final de Ultima VIII; de alguna manera el Avatar ha regresado a la Tierra por una cantidad de tiempo sin especificar antes de volver a Britannia. Llega a Britannia en una montaña desde la cual se observa la morada del Guardián en Terfin. Antes de desorientarse, un Wyrmguard toma un dragón y le incinera.
Entonces, la escena muestra la habitación del trono negro con la sombra del Guardián hablando a Lord Blackthorn. Blackthorn está agradecido después de ver aparentemente al Avatar muerto, pero el Guardián se da cuenta de que fue teletrasportado justo a tiempo por alguien, que tiene que estar en el castillo de Stonegate. Blackthorn quiere ir tras él pero el Guardián le instruye para que espere porque quiere que el Avatar vea cómo ha estado destruyendo Britannia y quiere que el Avatar desparezca.
El Avatar es traído a Stonegate por Hawkwind el Vidente (de Ultima IV), que le da un breve repaso de lo que ha ocurrido desde que dejó la Isla de la Serpiente. Las grandes columnas han aparecido a través de la tierra y su influencia maligna ha causado plagas, hambre y otros desastres naturales. Bajo su poder, la gente de Britannia ha distorsionado las Virtudes en farsas de su propio significado.
Con los progresos de la búsqueda el Avatar averigua que el Guardián ha robado las Runas de las Virtudes y las emparejó en los jeroglíficos que formaban el corazón de las columnas (también verdad en el argumento original). Gran parte del juego consiste en el viaje a través de las mazmorras para recuperar los jeroglíficos y visitar el Sepulcro de las Virtudes para meditar y aclararse, haciendo el juego no tan distinto a Ultima IV en este aspecto, con la única diferencia de que el juego necesita visitar las columnas y los sepulcros en un orden determinado. Finalmente, con el progreso del juego se revela que el Guardián no es otro que la mitad oscura del propio Avatar y el único camino para salvar Britannia es que el Avatar ascienda a un plano más alto, llevando al Guardián con él, que es acometido a través de un Armageddon entre una Barrera de Vida.
Como se menciona previamente, este argumento tiene muchas inconsistencias manifiestas que muchos fanes de siempre de la serie han encontrado ofensivas.

### El argumento original
EL principio del juego es más o menos como el principio del Ultima IX actual, excepto que el Avatar realmente nunca vuelve a la Tierra después de su estancia en Pagan en Ultima VIII. Como en el argumento oficial, también hay columnas creadas por el Guardián con influencias malignas. Además, Lord British se ha debilitado y ha dejado el gobierno del reino en manos de un tribunal constituido por los lords de las ciudades de Moonglow, Britain y Jhelom, pero que han probado inútil para tratar la crisis y la han fracturado en ciudades-estado mutuamente desconfiadas que están, en el tiempo que llegó el Avatar, al borde de la guerra.
Por supuesto, el Guardián está detrás de todo esto, orquestando estos eventos, con la ayuda de Lord Blackthorn, pero unos pocos dentro del reino lo sospechan. Entre estos hombres está el líder del pueblo de Asylum, antiguamente conocido como Buccaneer's Den, conocido como Samhayne, un benevolente personaje de los bajos fondos que pasa de contrabando comida y las proporciona a varias ciudades. Recluta la ayuda del Avatar para encontrar pruebas de estas manipulaciones oscuras que están causando que se desintegre Britannia. Con la ayuda de sus viejos amigos Shamino y Iolo y la protegida de Samhayne Raven, encubren a Lord Blackthorn secretamente advirtiéndole que miembros del consejo y guiándoles a la guerra. Blackthorn es desenmascarado justo cuando los ejércitos del consejo han tomado el campo de batalla. Finalmente es capturado después en Terfin y ejecutado bajo el mando de Lord British, pero el Guardián escapa.
El Avatar y Lord British entonces viajaron a Stonegate para el enfrentamiento final con el Guardián, pero después de que pareciera que le mataran, les dicen que no es suficiente. Las columnas que el Guardian creó se habían incrustado en ellas mismas demasiado profundamente dentro de la propia fábrica de Britannia y pronto destruirían el mundo, canalizando el poder de su destrucción al Guardián, resucitándole y haciéndole más fuerte todavía. El único camino para destruir al Guardián ahora sería extinguiendo la fuerza de la vida de la propia Britannia, pero la gente podría ser salvada evacuándola a la Isla de Skara Brae y utilizando el poder de las Runas de las Virtudes para protegerlas. El Ritual de Armageddon es lanzado, Britannia es destruida, junto con el Guardián y Lord British, pero el Avatar asciende a un plano más alto por el poder del discurso y el pueblo que fue evacuado a Skara Brae es protegido por las Runas y siguen viviendo, para encontrar otro mundo. El "argumento de Bob White" específicamente compara la destrucción de Britannia y la Isla de Skara Brae yéndose de repente al espacio con los dibujos de Roger Dean del álbum Yessongs.

## Edición dragón
En el momento del lanzamiento inicial, EA también produjo la "Dragon Edition" del juego, nombrada así en honor del club de fanes Ultima Dragons. Incluía una caja extra-larga, dibujos artísticos, cartas de cards, un pendón de anj y versiones especiales de los libros. Muchos de estos extras recordaban la tradición de los anteriores Últimas incluyendo una baratija. Aunque la edición se pretendía que fuera un elemento de coleccionista, fue difícil de vender.

## Parches de los fanes
Debido a que muchas personas no estaban contentas con el camino que tomó el Ultima IX, los fanes han creado parches para hacer el juego amigable. Algunos de los más populares son:
- Partch v1.19 - aumenta el rendimiento del juego y soluciona algunos bugs, lanzado extraoficialmente por un miembro anónimo del equipo de desarrollo. El parche soluciona muchos problemas todavía presentes en el último parche oficial (1.18).
- Dialogue Patch - que reescribe el diálogo para casi todo el juego, soluciona agujeros argumentales e incrementa la coherencia con el resto de la serie. El parche cambia el texto del diálogo pero no el audio, así que se tiene que deshabilitar la voz para utilizarlo. El parche también permite al jugador cambiar el nombre del personaje del Avatar. Esta característica se encontraba en las versiones anteriores de Ultima, pero fue omitida en Ultima IX debido a la inclusión de la voz.
- Economy Patch - causa que se vendan más elementos en las tiendas del juego y cambia los precios.
- Monster Patch - hace a los enemigos más fuertes y difíciles de derrotar.

Cualquier combinación de estos parches se pueden utilizar si se desea, aunque se distribuyen por separado.
A mitad de 1999, Origin envió a los propietarios registrados un CD que contenía la solución de casi todos los bugs encontrados hasta la fecha. Sin embargo, todavía había algunos bugs que causaban que el juego se cuelga. Electronic Arts públicamente declaró que este sería el último parche oficial.
Hubo amenazas judiciales alrededor de la comunidad en línea pero ninguna de las amenazas fueron materializadas.